# Холокост в Германии
Холоко́ст в Герма́нии — систематическое преследование и истребление евреев немецкими нацистами в Германии в период с 1933 по 1945 годы, часть общей политики нацистов и их союзников по уничтожению евреев.
На первом этапе с 1933 по 1939 годы евреев дискриминировали, грабили и стимулировали эмигрировать из Германии. После начала Второй мировой войны евреев депортировали в лагеря и гетто на Востоке, где массово уничтожали. К концу войны в Германии осталось в живых не более 10 тысяч евреев.

## Предпосылки
Расовый антисемитизм родился в середине XIX века в среде пангерманистов. Он был тесно связан с идеями создания общего государства для всех немецкоязычных жителей Европы. Он трактовался как биологическая борьба двух мировоззрений, носителями которых были две расы — «арийская» и «семитская». Дополнительной основой служили также идеи видных представителей течения «культурпессимизма» Пауля Лагарда и Юлиуса Лангбена. Основными носителями антисемитской идеологии в 1920-е годы были немецкие учёные, писатели и журналисты. Благодаря широкой пропаганде этих идей они вошли в моду у широкой немецкой общественности.
Антисемитизм был одним из ключевых идеологических положений НСДАП. Нацисты считали, что сосуществование немцев и евреев невозможно. Их программа была описана в книгах Адольфа Гитлера «Моя борьба» и Альфреда Розенберга «Миф двадцатого века».
Согласно данным переписи, на 16 июля 1933 года в Германии было 503 900 евреев.

## Приход нацистов к власти
На выборах в рейхстаг в 1930 году нацистская партия получила 6,4 млн голосов и 107 мандатов в парламенте. Начались нападения на евреев. Первый еврейский погром в Веймарской республике провели штурмовики под руководством Йозефа Геббельса и Вольф-Генриха фон Хелльдорфа 12 сентября 1931 года в Берлине на улице Кюрфюрстендамме.
На выборах 1932 года нацисты получили 37 % голосов и при помощи других правых партий взяли власть в стране. 30 января 1933 года лидер национал-социалистической партии Адольф Гитлер был назначен на пост рейхсканцлера Германии. На выборах в начале марта 1933 года нацисты получили 44 % голосов, затем запретили ряд других партий и в ноябре получили 92 % голосов и монополию на власть в Германии.

## Начало массовых преследований

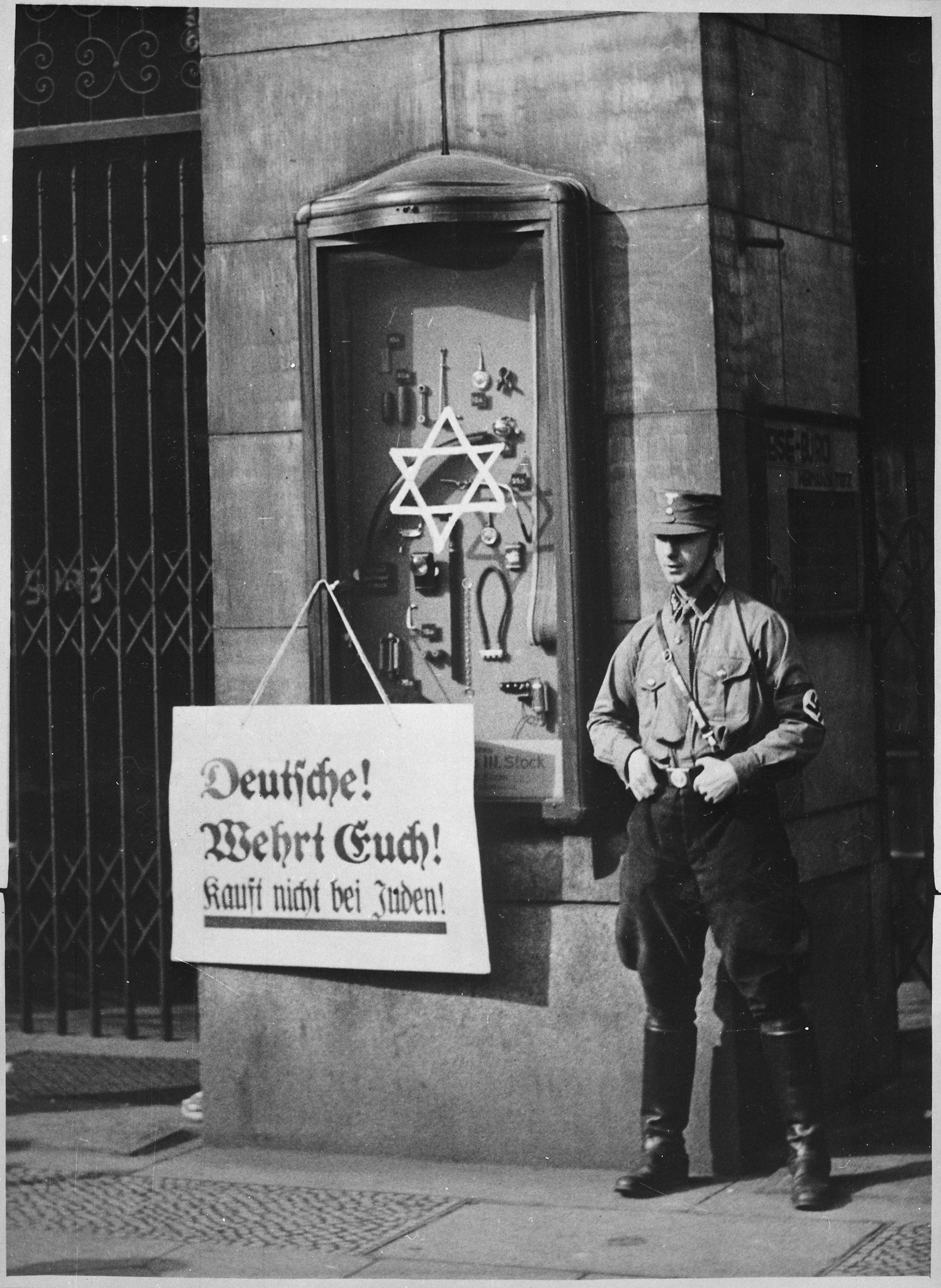
Член СА перед универмагом Тиц, Альфред во время Антиеврейский бойкот 1 апреля 1933 года, Берлин, 1 апреля 1933 года

Начало массовым преследованиям евреев в Германии было положено 1 апреля 1933 года, когда был проведён первый бойкот всех еврейских предприятий в стране. 7 апреля 1933 года был принят «Закон о восстановлении профессионального чиновничества», в соответствии с которым было предписано уволить всех неарийских чиновников, за редким исключением. Неарийцем считался каждый, кто имел хотя бы одного прародителя еврея. Затем с апреля по декабрь был принят целый ряд нормативных актов и мероприятий, направленных против еврейской интеллигенции с целью «исключить влияние евреев на общественную жизнь». Так, 25 апреля были введены квоты на приём евреев в учебные заведения, а 10 мая произошло публичное сожжение книг еврейских и антинацистских авторов. Расовые ограничения коснулись медиков, адвокатов, нотариусов, профессоров, редакторов и др.
В прессе шёл поток антисемитских публикаций, особенно в еженедельнике Der Stürmer под редакцией Юлиуса Штрайхера. Началась массовая еврейская эмиграция из Германии.
В октябре 1933 года Ассамблея Лиги Наций создала для еврейских беженцев из Германии специальное ведомство Верховного комиссара по делам беженцев. Его руководителем стал американский профессор и журналист Джеймс Гровер Макдональд Он начал борьбу за объединение усилий по финансированию помощи, поскольку Лига Наций непосредственно не финансировала эту работу, а также против ограничений на иммиграцию беженцев. За 2 года работы он помог расселить в Палестине 80 тысяч еврейских беженцев.

## Антиеврейское законодательство
15 сентября 1935 года по инициативе Гитлера рейхстаг принял два закона, позднее названых Нюрнбергскими: Закон о гражданине Рейха и Закон об охране германской крови и германской чести. Согласно этим законам евреи были подвергнуты существенной дискриминации.
Закон о гражданине Рейха разделил население Германии, с одной стороны, на граждан, «принадлежащих к немецкой или родственной крови», а с другой на подданных государства, «принадлежащих к расово чуждым племенам». Тем самым была создана трёхступенчатая система с убыванием прав: граждане, подданные и иностранцы. «Распоряжения к Закону о гражданине Рейха», которые содержали первое национал-социалистское определение понятия «еврей», а также распоряжение об увольнении последних государственных служащих евреев, которые ещё сохраняли свои посты согласно «привилегиям фронтовиков».
Среди ряда запретов «Закон об охране германской крови и германской чести» запрещал как «осквернение расы» брак и внебрачное сожительство между евреями и «гражданами германской или родственной ей крови», наём евреями домашней прислуги из женщин «германской или родственной ей крови» моложе 45 лет, а также вывешивание евреями национального или имперского флага и использование тканей сходной расцветки.
Хотя фактически все эти ограничения уже действовали на практике в той или иной мере, основной смысл законов был в официальном введении расового антисемитизма в немецкое законодательство и создании базы для дальнейшего законодательного преследования. Все последующие антиеврейские нормативные акты оформлялись как дополнение к этим законам.
Несмотря на ограничения, в Германии продолжали действовать еврейские организации, хотя их цель, с точки зрения нацистского руководства, состояла не столько в содействии евреям, сколько в их ограничении от неевреев. Среди этих организаций важную роль играли, в частности, Ассоциация культуры немецких евреев, а также еврейская больница в Берлине.

## Политика вытеснения и «ариизации»
После принятия антиеврейских законов дискриминация евреев усилилась. Особенный размах приобрела «ариизация» — изъятие еврейского имущества в пользу немцев. Формально сделки по передаче еврейского имущества оформлялись как продажа, но по сути это было принуждение и вымогательство. В первую очередь ариизации подвергались небольшие предприятия, особенно в провинции. «Ариизация» больших предприятий усилилась в конце 1937 — начале 1938 годов после снятия Ялмара Шахта с поста министра экономики и назначения Германа Геринга ответственным за четырёхлетний план экономического подъёма.
Вытеснение евреев сопровождалось их почти тотальным ограблением при эмиграции. Политика нацистов по изъятию имущества беженцев ужесточалась с 25 % в 1933 году до почти 90 % к 1938 году.

## Политика «окончательного решения еврейского вопроса»
Еврейский вопрос был одним из ключевых в политике нацистов. Термин «окончательное решение» Гитлер употреблял ещё в молодости. До начала Второй мировой войны под ним понималось «очищение Европы от евреев» путём их выселения, а после начала войны — как целенаправленное массовое уничтожение.

### Принудительная эмиграция

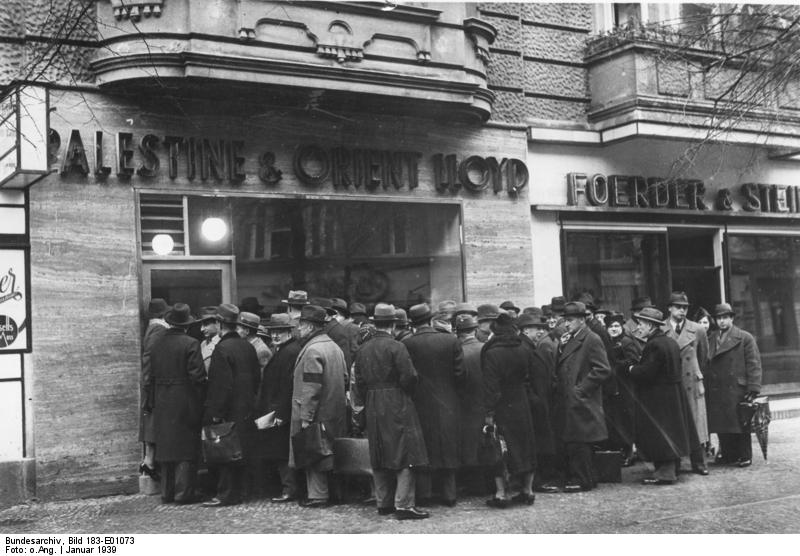
Очередь в бюро по эмиграции в Берлине, январь 1939 года

Начиная с 1938 года антиеврейская политика была активизирована с целью добиться эмиграции евреев с территории Германии. Эта политика включала в себя средства психологического давления в виде дальнейшей дискриминации и разделения евреев и неевреев, экономической дискриминации и полицейского давления.
С 5 по 16 июля 1938 года по инициативе президента США Ф. Д. Рузвельта была созвана Эвианская конференция, посвящённая проблеме беженцев, в которой приняли участие представители 32 стран. Итогом Эвианской конференции было создание Межправительственного комитета по делам беженцев, который действовал до апреля 1943 года.
9-10 ноября 1938 года по всей Германии был организован массовый антиеврейский погром, получивший название «Хрустальная ночь». 30 тысяч евреев были арестованы, освобождались лишь те, кто был готов немедленно эмигрировать.
24 января 1939 года в Берлине была создана «Центральная имперская служба по делам еврейской эмиграции». Однако, несмотря на массовую эмиграцию, к сентябрю 1939 года в Германии оставалось 200 тысяч евреев.

### План Рабли — Шахта — Вольтата
15 декабря 1938 года руководитель Межправительственного комитета по делам беженцев Джордж Рабли по поручению Рузвельта встретился в Лондоне с Ялмаром Шахтом, известным немецким промышленником и президентом Рейхсбанка. За спасение евреев Шахт потребовал 3 млрд немецких марок, что равнялось 1 млрд 200 млн долларов. В январе 1939 года Герман Геринг поручил дальнейшее ведение переговоров с Рабли советнику Министерства экономики Гельмуту Вольтату. В феврале 1939 года Вольтат заявил о готовности принять план эмиграции 150 тысяч трудоспособных евреев в течение 3-5 лет. Затем за ними должны были последовать семьи и иждивенцы. В этот период Германия обязалась не оказывать давление на оставшихся евреев. Финансирование плана предполагалось провести из конфискованного у евреев капитала и дополнительной международной помощи. Однако из-за нарушения договорённостей со стороны германских властей и неготовности в США и других странах к приёму беженцев план Рабли не был реализован.

### Депортация на Восток и уничтожение
После начала Второй мировой войны и оккупации Польши в сентябре 1939 года начались массовые депортации евреев с территории рейха на Восток на территорию Генерал-губернаторства, где были созданы еврейские гетто. После оккупации западной части территории СССР часть немецких евреев была депортирована в Минское и Рижское гетто.
Итоговое решение о детальной программе массового уничтожения евреев было принято 20 января 1942 года на конференции в Ванзее.
Депортация евреев из Германии в Белоруссию началась в сентябре 1941 года. 19 тысяч немецких евреев прошли через Минское гетто, остальных убивали сразу по прибытии. Эшелон с немецкими евреями был отправлен в Эстонию в сентябре 1942 года. Они были расстреляны в урочище Калеви-Лийва. 19 мая 1943 года Берлин был объявлен «юденфрай» — территорией, полностью «очищенной» от евреев.
В дальнейшем депортированные из Германии евреи были убиты при истреблении узников гетто или в лагерях смерти, в основном на территории Польши. Из остававшихся в Германии к 1941 году евреев до конца войны дожили не больше десяти тысяч человек.

## Политика по отношению к «мишлинге»
Отношение нацистов к лицам смешанного немецко-еврейского происхождения (так называемых «мишлинге») регулировалось расовыми законами, дополнениями к ним и отдельными указаниями властей. В частности, лица с четвертью еврейской крови («мишлинге второй степени») считались немцами.
Некоторое количество лиц смешанного происхождения даже служили в вермахте. Наиболее высокопоставленным из них был генерал-фельдмаршал Эрхард Мильх, заместитель Геринга, генеральный инспектор люфтваффе. Его мать была немкой, а отец евреем. И для того, чтобы решить проблему его происхождения, было записано, что «настоящим» его отцом является любовник его матери барон Герман фон Бир.

## Память о Холокосте и компенсации жертвам

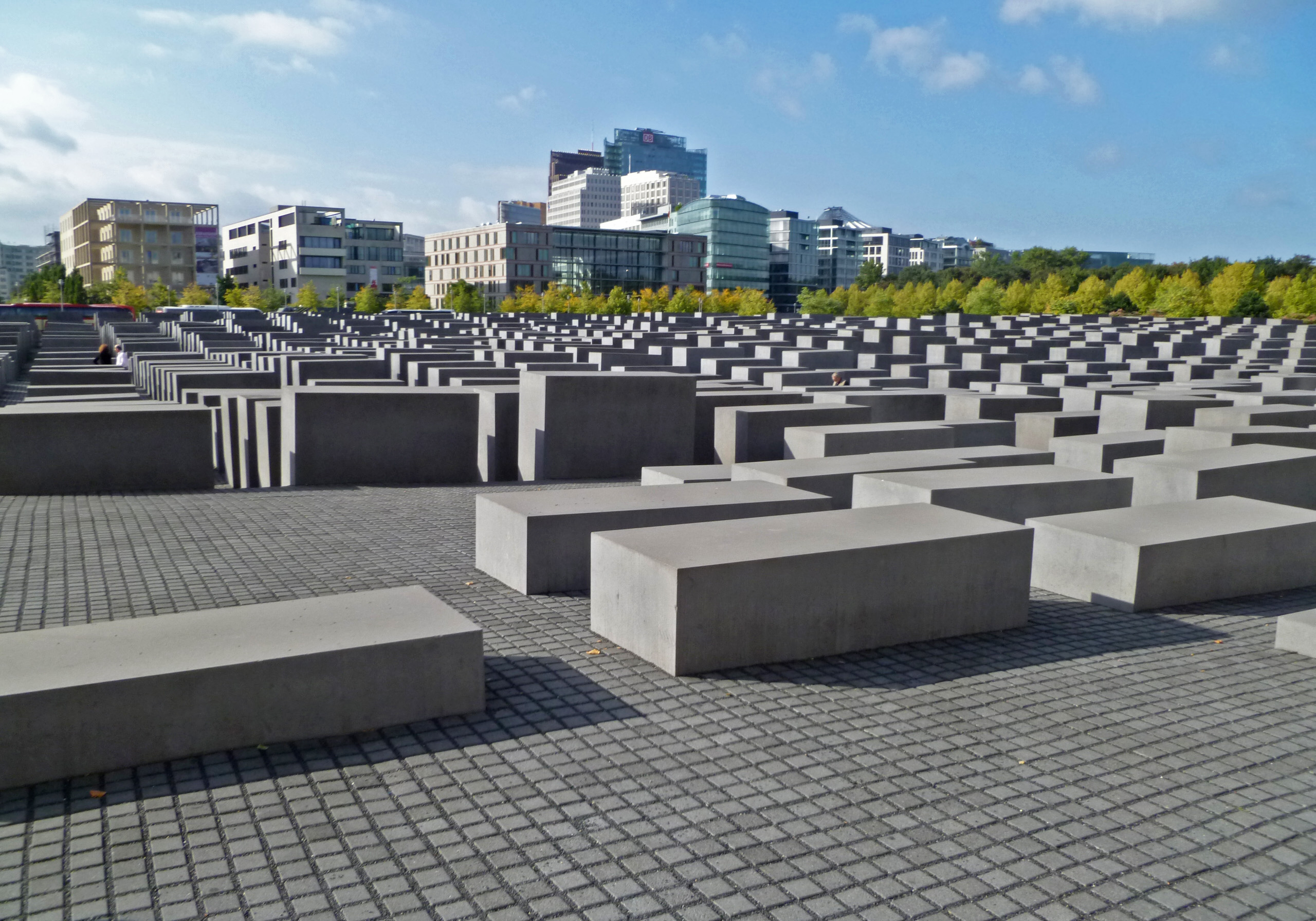
Мемориал в Берлине в память убитых евреев Европы

Германия является членом Международной организации по сотрудничеству в увековечивании и изучении Холокоста с 1998 года. Правительство и общественность в Германии осознают масштаб ответственности за эти события. Германия приложила большие усилия для сохранения памяти об этих событиях. Тема Холокоста включена в обязательную программу школьного образования по самым разным предметам начиная от истории и обществоведения до рассмотрения отдельных аспектов на уроках немецкой литературы, религии, этики и других.
Германия осуществляет различные денежные выплаты пострадавшим во время Холокоста. Выплаты производятся в рамках исполнения Закона о компенсациях, а также в рамках специальных программ и фондов. Кроме того, в 1952 году было подписано Соглашение о репарациях между Германией и Израилем.

## Отрицание Холокоста
В Германии существует явление отрицания Холокоста — исторический негационизм, утверждения, согласно которым Холокоста не существовало в том виде, в котором его описывает общепринятая историография. Побудительными мотивами его являются в первую очередь неонацизм и антисемитизм. Публичное отрицание Холокоста является в Германии уголовным преступлением.
Эта проблема стала всерьёз дебатироваться в начале 1980-х годов. Ответом на активизацию неонацистов стало обсуждение в сентябре 1982 года изменение в § 140. II Уголовного кодекса, предусматривавшее тюремное наказание сроком до 3 лет или штраф для любого публичного выражения солидарности, отрицания или обеления деяний периода господства национал-социализма, нарушающих общественный порядок. Однако реальные изменения произошли только в первой половине 1990-х после «дела Гюнтера Декерта». Земельный суд Мангейма приговорил его 11 ноября 1992 года к одному году тюрьмы и 100 тысячам марок штрафа за разжигание национальной розни, клевету и оскорбление памяти умерших и подстрекательство к расовой ненависти. Затем Верховный суд оправдал его, поскольку подстрекательство к расовой ненависти не было доказано. Учитывая, что его выступления носили откровенно провокационный и антисемитский характер, это дело вызвало большой резонанс. В результате в октябре 1994 года принят так называемый «Закон о преодолении последствий преступлений» (der Verbrechenbekämpfungsgesetz), вступивший в силу с 1 декабря 1994 года. По этому закону максимальный срок наказания за публичное отрицание преступлений нацистского режима составляет 5 лет тюремного заключения.